# Leucania calgariana
Leucania calgariana är en fjärilsart som beskrevs av Smith 1902. Leucania calgariana ingår i släktet Leucania och familjen nattflyn. Inga underarter finns listade i Catalogue of Life.